# Begawat
Begawat is een bestuurslaag in het regentschap Tegal van de provincie Midden-Java, Indonesië. Begawat telt 4119 inwoners (volkstelling 2010).